# Patrick Morrisey
Patrick James Morrisey (Ciudad de Nueva York, 21 de diciembre de 1967) es un político y abogado estadounidense, gobernador de Virginia Occidental desde el 13 de enero de 2025. Se desempeñó como fiscal general de Virginia Occidental, siendo sucedido por JD McCuskey. Es miembro del Partido Republicano.
Morrisey fue elegido Fiscal General de Virginia Occidental en 2012, convirtiéndose en el primer republicano en ocupar el cargo desde 1933. Morrisey, candidato al Senado de los Estados Unidos en 2018, ganó la nominación del Partido Republicano, pero fue derrotado por estrecho margen por el senador demócrata Joe Manchin en las elecciones generales.
El 4 de abril de 2023, Morrisey anunció su candidatura a gobernador de Virginia Occidental en las elecciones de 2024.